# Metropolia Marsylii
Metropolia Marsylii – metropolia Kościoła rzymskokatolickiego w południowej Francji. Powstała podczas ostatniej reformy administracyjnej Kościoła francuskiego, w grudniu 2002 roku. Obejmuje trzy archidiecezje i pięć diecezji. Od 2019 godność metropolity sprawuje kard. Jean-Marc Noël Aveline. Najważniejszą świątynią jest archikatedra Sainte-Marie-Majeure w Marsylii.
W skład metropolii wchodzą:
- archidiecezja Marsylii
- archidiecezja Aix
- archidiecezja Awinionu
- diecezja Ajaccio
- diecezja Digne
- diecezja Fréjus-Toulon
- diecezja Gap
- diecezja Nicei